# Stefan Sándor
Stefan Sándor, właśc. István Sándor (ur. 26 października 1914 w Szolnoku na Węgrzech zm. 8 czerwca 1953) – węgierski salezjanin, męczennik, błogosławiony Kościoła katolickiego.

## Życiorys
Był synem Stefana Sándora, robotnika kolejowego w węgierskich Magyar Államvasutak i Marii Fekete. W 1936 wstąpił do Towarzystwa św. Franciszka Salezego. Pracował w salezjańskiej szkole poligraficznej, ucząc młodych chłopców zawodu drukarza. Dążenie do przekazania wiedzy zawodowej łączył z troską o rozwój życia duchowego i religijnego swych uczniów. W 1952 Sándor po wyjściu do pracy został aresztowany, od tamtej pory jego współbracia nie wiedzieli nic o jego życiu. Po tym jak został aresztowany, został oskarżony i otrzymał karę śmierci przez powieszenie. Wyrok wykonano 8 czerwca 1953 roku w Budapeszcie. Jego rodzina nie wiedziała nic o jego aresztowaniu ani o śmierci. Dopiero w 1955, dwa lata po śmierci, jego ojciec został poinformowany, co się wydarzyło ze Stefanem.

## Beatyfikacja
W 2006 rozpoczął się jego proces beatyfikacyjny. 27 marca 2013 został uznany za męczennika przez papieża Franciszka. Uroczysta beatyfikacja odbyła się 19 października 2013 w Budapeszcie. Tego dnia w Budapeszcie prefekt Kongregacji Spraw Kanonizacyjnych, kardynał Angelo Amato, w imieniu papieża Franciszka, ogłosił Stefana Sandora błogosławionym.
Jego wspomnienie liturgiczne obchodzone jest 8 czerwca.